# Mirza Rashid Ali Baig
Mirza Rashid Ali Baig (* 25. März 1905 in Hyderabad; † 29. April 1979) war ein indischer Diplomat.

## Leben
Mirza Rashid Ali Baig war ein Sohn von Sir Mirza Abbas Ali Baig; Administrator (* 1859; † 1. Juni 1932) Chief Minister des Distriktes Junagadh und Nachfahre des Timur.
Mirza Rashid Ali Baig heiratete Tara Ali Baig (1916–1989).
Baig studierte am Clifton College in Bristol und an der Royal Military Academy Sandhurst, trat 1924 in die British Indian Army ein und nahm 1930 seinen Abschied. Anschließend wurde er Privatsekretär und Ghostwriter von Muhammad Ali Jinnah. Als dieser 1940 die Lahore-Resolution verfasste, brach Baig mit ihm, wurde Verbindungssekretär der indischen Gesellschaft vom Roten Kreuz und des Truppenausstatterfonds in Bombay. 1942 wurde er Sheriff von Mumbai und trat in den Indian Foreign Service ein. 1946 war er Konsul in Goa. Von 1946 bis 1949 war er Generalkonsul in französischen und portugiesischen Besitzungen in Indien. In der Folge bekleidete er folgende Posten:
- Von 1949 bis 1951: Gesandtschaftssekretär erster Klasse und indischer Geschäftsträger in Jakarta.
- Von 1951 bis 1955: Gesandter in Manila.
- Von 1955 bis 1961: Zeremonienmeister des Ministry of External Affairs.
- Von 1961 bis 1964: Botschafter in Teheran.[2]